# Grumme eventyr med Billy og Mandy
Grumme eventyr med Billy og Mandy eller bedre kendt som bare Billy og Mandy er lavet af Maxwell Atoms og er en amerikansk tegnefilmsserie som kører på Cartoon Network. De to børn Billy og Mandy er hovedpersonerne. De har manipuleret med Manden med leen, som de kalder Grum, så han bliver nødt til at være deres ven. 

## Vigtige personer
- Grum (Stemme af Morten Eisner): Manden med leen, der er over 10.000 år gammel.
- Billy (Stemme af Troels Walther Toya): En dum lille dreng med en meget stor næse, som alle syntes er irriterende. Han har en IQ på -5.
- Mandy (Stemme af Sara Poulsen): Billys ven, selvom hun konstant er led ved ham. Hun er en lille lyshåret pige, men er slet ikke som andre små piger, Mandy er også intelligent og hun smiler aldrig.
- Harold (Stemme af Caspar Phillipson): Billys far, der ligesom Billy heller ikke er særlig kvik.
- Gladys (Stemme af Puk Scharbau: Billys mor. Gladys er meget bange for Grum og besvimer i mange episoder når hun ser ham.
- Irwin (Stemme af Vibeke Dueholm): Billys meget nørdede bedste ven, der prøver hårdt på at være sej, så han kan score Mandy.
- Mr.Snuggles: Billys hamster.
- Jeff (Stemme af Jan Tellefsen): en stor edderkop, som tror Billy er hans far. Billy der både hader ham og er meget bange for ham. Faktisk ønsker Billy Jeff død.
- General Ar (Stemme af Troels Walther Toya): Billys nabo, der har en meget begivenhedsrig fortid og er ekstremt glad for sin have.
- Milkshake: Billys kat.
- Eris (Stemme af Vibeke Dueholm): Gudinde for kaos. Hun skaber problemer for Billy, Mandy og Grum.[2]
- øvrige stemmer af Caspar Phillipson, Vibeke Dueholm, Puk Scharbau, Michael Elo, Kristian Boland, Jan Tellefsen, Christian Dahlberg

## Stemmer
I den amerikanske version af serien har følgende bl.a. lagt stemmmer til seriens figurer:
- Dee Bradley Baker
- Diedrich Bader
- Rachael MacFarlane
- "Weird Al" Yankovic
- Kurtwood Smith

Den danske version har stemmer af bl.a.
- Troells Walther Toya – Billy
- Caspar Phillipson – Billys far
- Esben Pretzmann – Fred Fredburger
- Troells Walther Toya – General Ar
- Morten Eisner – Grum
- Vibeke Dueholm – Irwin
- Sara Poulsen – Mandy
- Marie Schjeldal – Mindy
- Caspar Phillipson
- Puk Scharbau
- Kristian Boland
- Michael Elo